# Dorfkirche Bochow (Groß Kreutz (Havel))

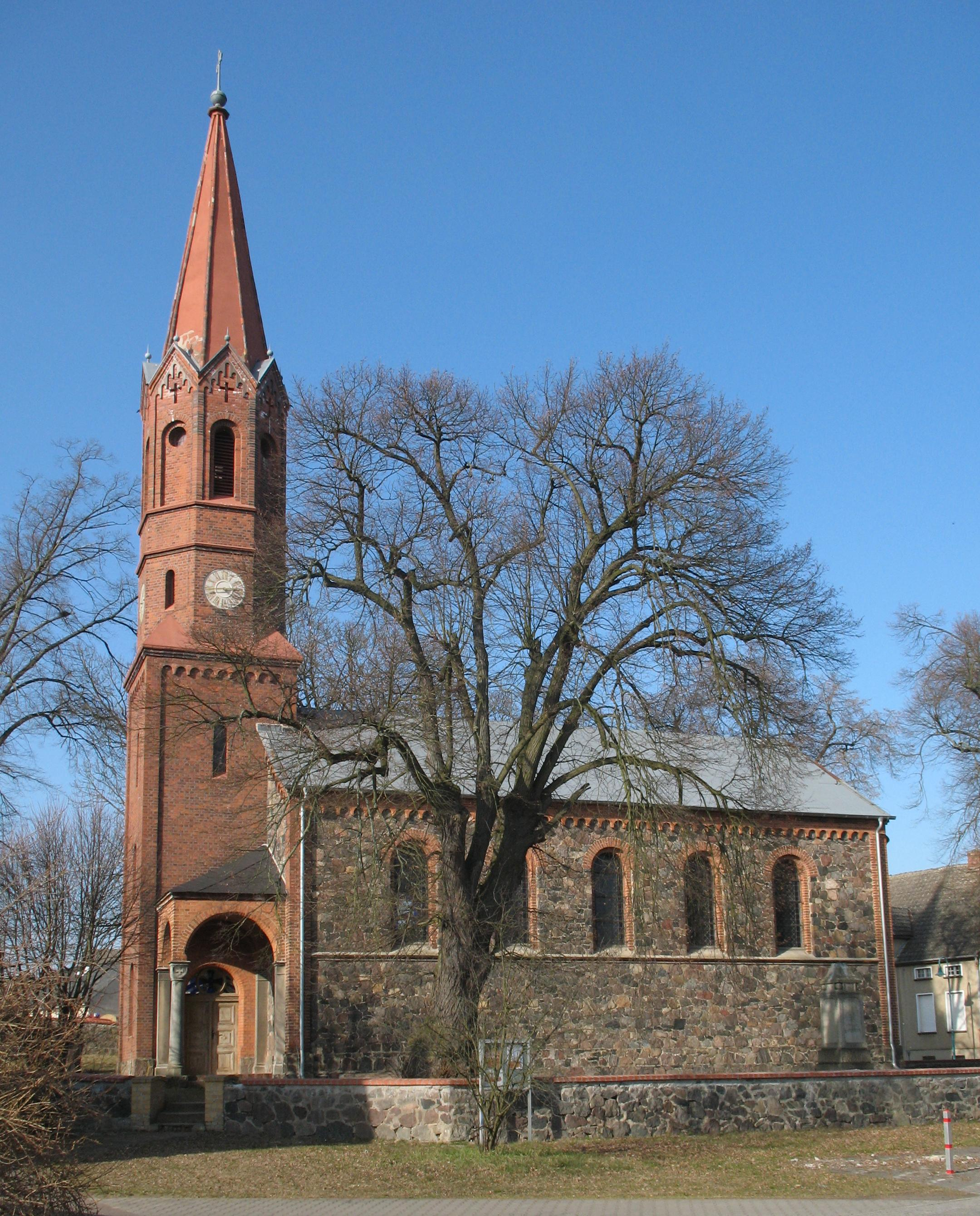
Dorfkirche Bochow

Die Dorfkirche Bochow ist eine denkmalgeschützte evangelische Kirche, die im Gemeindeteil Bochow der Gemeinde  Groß Kreutz im Landkreis Potsdam-Mittelmark des Landes Brandenburg steht. Die Kirche ist in der Denkmalliste des Landes Brandenburg unter der ID-Nr. 09190087 eingetragen.

## Geschichte
Ein Vorgängerbau der jetzigen Kirche muss spätestens im Jahr 1300 bestanden haben, da zu dieser Zeit die Dorfkirche Klein Kreutz Bochow als Tochterkirche unterstellt wurde. Die Dorfkirche Göhlsdorf war vom 15. Jahrhundert bis 1959 Tochter der Bochower Kirche, danach waren ihr Damsdorf und Trechwitz zugeordnet. Bis 1542 lag das Patronat beim Kloster Lehnin, danach beim Landesherrn. Die heutige kirchliche Betreuung erfolgt von Groß Kreutz aus.
1861 bis 1862 entstand das heutige Kirchengebäude anstelle des gegenüber diesem schmaleren und kürzeren, mit einem hölzernen Kirchturm versehenen Vorgängerbaus. Nach den im Turmknopf aufgefundenen Dokumenten von 1861 trug die Wetterfahne des Holzturms die Jahreszahl 1738. Seit 1846 wurden Vorschläge zur Reparatur der baufälligen Kirche vorgelegt, die schließlich 1858 in der Entscheidung für einen Neubau mündeten. Für die von Friedrich August Stüler revidierten Pläne zeichnete der Bauinspektor Schneider verantwortlich, die Leitung des am 3. September 1862 eingeweihten Baus oblag dem Bauführer Otto Ferdinand Lorenz. Feldsteine der Vorgängerkirche fanden bei der Erstellung der Fundamente Verwendung.
Die ursprüngliche Ausmalung fiel 1956 einer Modernisierung zum Opfer, bei der auch das ursprüngliche Altarretabel entfernt wurde. Dessen gemalte Evangelistendarstellungen fanden einzeln gerahmt an den Apsiswänden einen neuen Platz. Der in den Jahren 1993/1994 durchgeführten Turmsanierung folgte 1996 der Einbau einer Winterkirche.

## Beschreibung und Ausstattung
Die Kirche ist ein neuromanischer rechteckiger Saalbau aus Feldsteinen mit einem im Westen vorgesetzten schlanken Kirchturm aus roten Backsteinen, den im Erdgeschoss ebenfalls aus Backstein errichtete offene Portalvorhallen flankieren. Deren nach Westen sowie nach Norden bzw. Süden geöffneten Rundbögen ruhen auf jeweils einer steinernen Ecksäule mit Würfelkapitell. Die drei unteren Geschosse des Kirchturms auf quadratischem Grundriss sind mit Lisenen an den Ecken und einem abschließenden Bogenfries sparsam gegliedert und mit Rundbogenfenstern versehen. Darüber erheben sich zwei achteckige Geschosse, deren niedriges unteres die Zifferblätter der Turmuhr und alternierend angeordnete kleine Rundbogenfenster enthält, während das obere den Glockenstuhl beherbergt und sich mit großen Rundbogenfenstern bzw. in ebensolchen Blenden sitzenden Okuli öffnet. Über den abschließenden Giebeln mit über kreuzförmigen Blenden ansteigenden Rundbogenfriesen bildet ein spitzer Helm den Abschluss des Turms.
Das mit einem flachgeneigten Satteldach gedeckte Kirchenschiff besitzt im Norden und Süden über einer hohen, durch ein Gurtgesims abgeschlossenen Sockelzone jeweils fünf rundbogige Fenster mit gestuften backsteinernen Laibungen. Die Ecken des Schiffs sind von Lisenen aus Ziegelmauerwerk eingefasst, die an den Traufen und Ortgängen durch einen ebenfalls aus diesem Material bestehenden Rundbogenfries verbunden sind. Den östlichen Abschluss des Schiffs bildet eine halbrunde fensterlose Apsis, deren oberer Teil durch Blendarkaden aus Backstein ausgezeichnet ist; darüber ziert wie beim Schiff ein Rundbogenfries die Traufe.
Das Innere in schlichten neuromanischen Formen zeigt noch die nahezu vollständig erhaltene Ausstattung aus der Bauzeit. Über einen kreuzgratgewölbten Vorraum im Erdgeschoss des Turms ist das Kirchenschiff erschlossen, dessen Decke durch das offene Dachtragwerk gebildet wird. Der Fußboden ist mit achteckigen Tonfliesen belegt. Die Fenster zeigen einfache Bleiverglasungen mit blauem Randstreifen. Ein von Pilastern flankierter Rundbogen trennt die mit einer Halbkuppel gewölbte Apsis vom Schiff. Eine Empore auf achteckigen Stützen ist im Westen des Kirchenschiffs angeordnet.
Altar, Kanzel und Taufe schuf der Potsdamer Bildhauer Friedrich Wilhelm Koch (1815–1889) im Jahr 1862 aus Steinguss. Der Altar ist durch Halbsäulen mit dazwischen angeordneten Maßwerkfeldern gegliedert. Den Kanzelkorb zieren fünf zwischen gedrehten Säulen aufgestellte vollplastische Figuren von Christus und den vier Evangelisten; das Geländer des Kanzelaufgangs ist aus Rundbogenarkaden mit Maßwerk gebildet. Die Taufe ist achteckig und aus Standfuß und Aufsatz zusammengesetzt; die darin befindliche Taufschale aus Messing geht auf eine Stiftung des Lehnschulzen Daniel Waeger und dessen Frau Maria Vogels im Jahr 1695 zurück.
Die Orgel in einem neuromanischen Prospekt mit fünfteiliger Arkade besitzt 10 Register auf einem Manual und Pedal und wurde 1863 von Gottfried Wilhelm Baer gebaut.
Die an der Brüstung mit zierlichen rundbogigen Blendarkaden versehene Orgelempore schufen die Tischlermeister Kluge und Behrend aus Werder. Das aus derselben Werkstatt stammende Gestühl ist in zwei Blöcken angeordnet und mit Rosetten geschmückt. Eine Besonderheit stellen separat zum Gemeindegestühl an der Ostwand des Schiffs aufgestellte Kirchenbänke dar, die wahrscheinlich den Kirchenältesten oder der Familie des Lehnschulzen vorbehalten waren.
Eine auf das 14. Jahrhundert datierte Glocke ohne Inschrift gehört ebenfalls zur Ausstattung der Kirche.

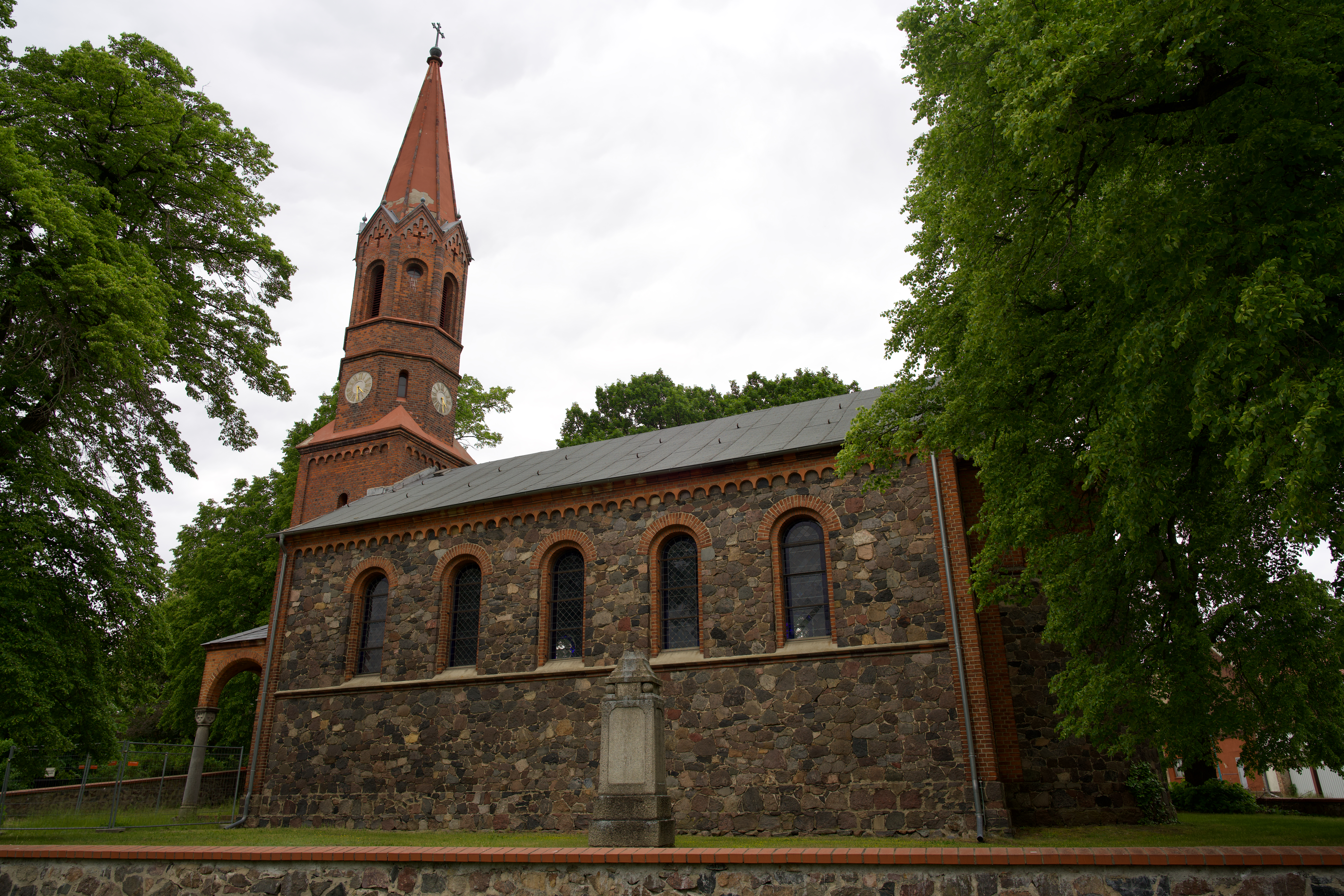
Außenansicht
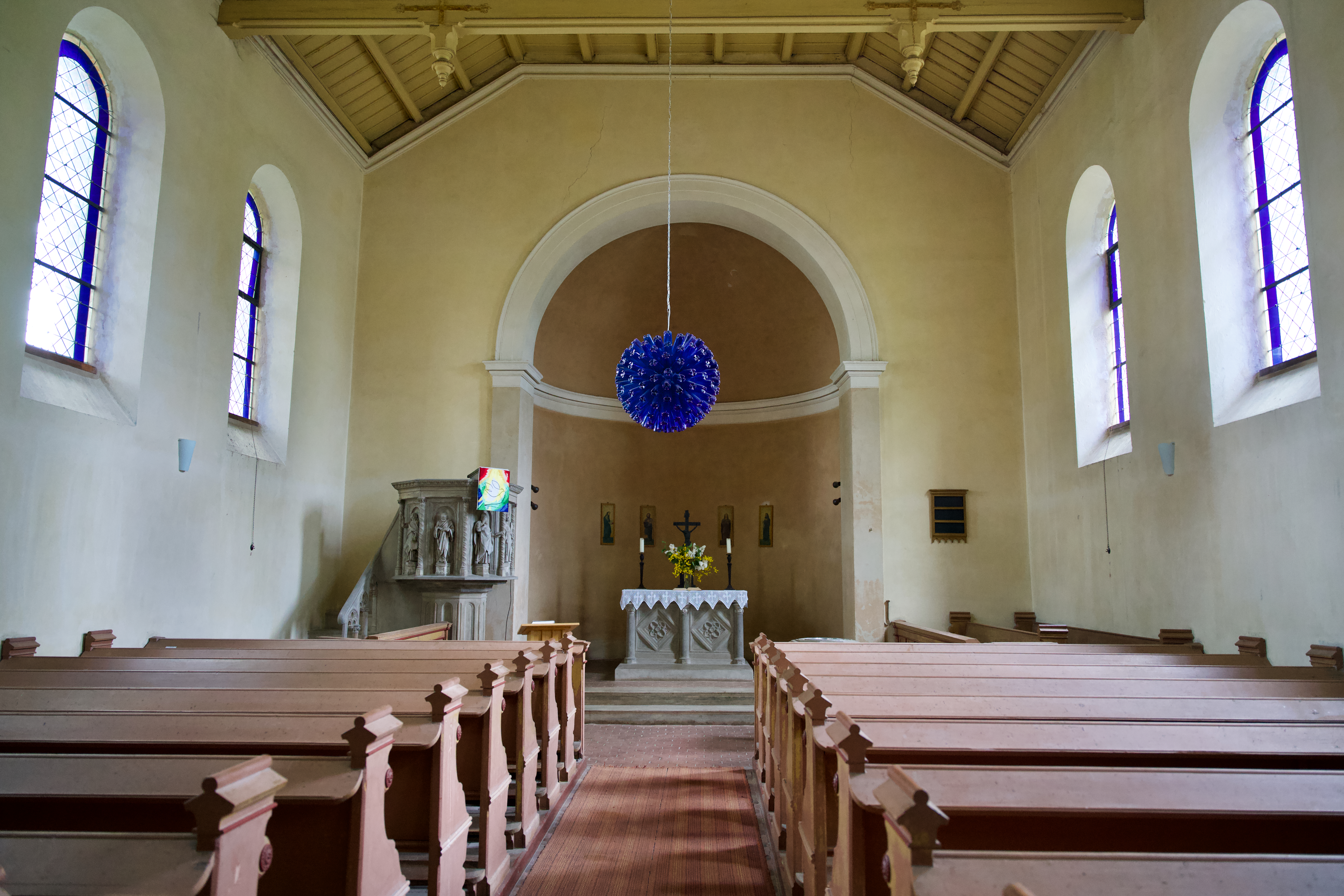
Kanzel, Altar und Apsis
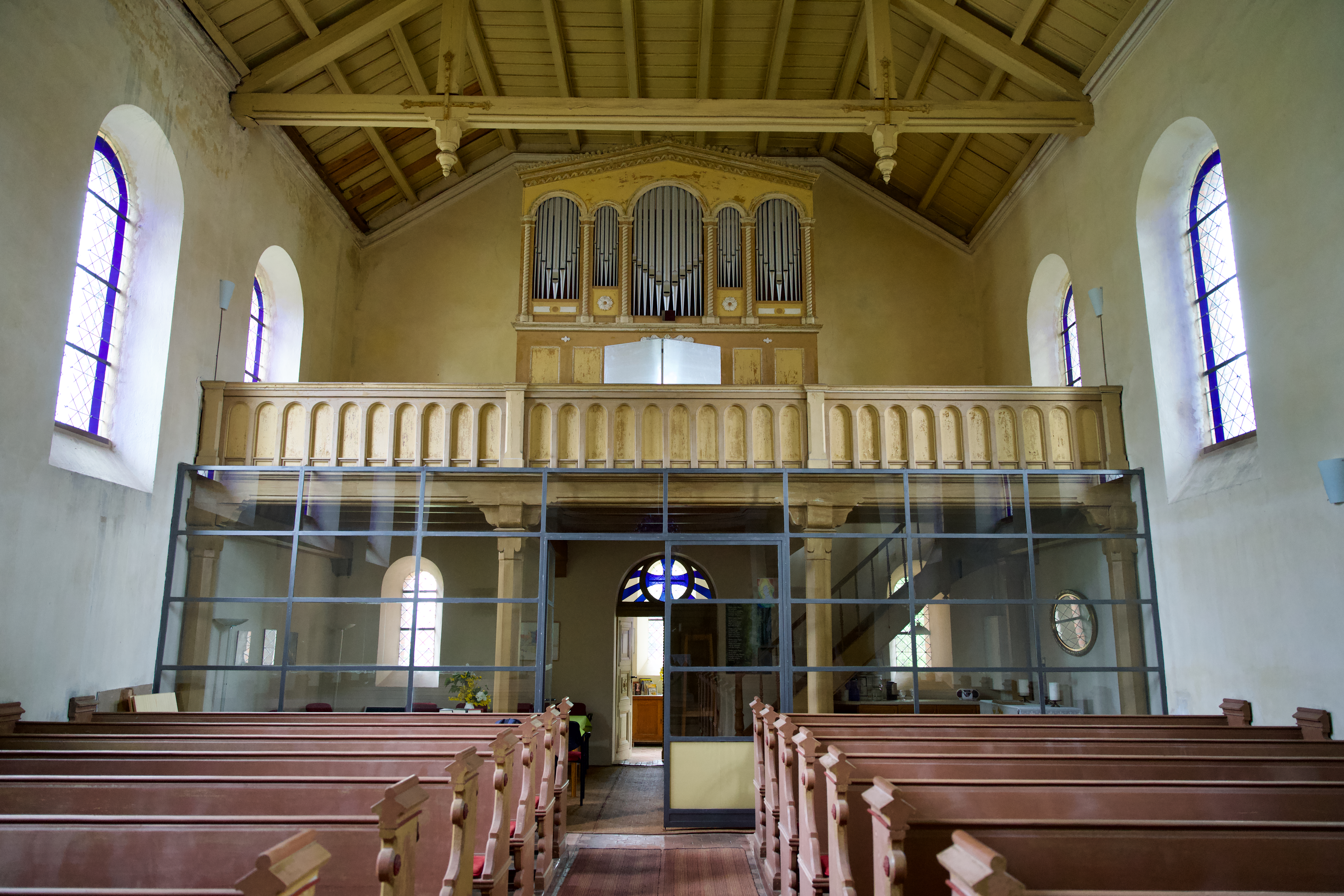
Orgelempore und Winterkirche
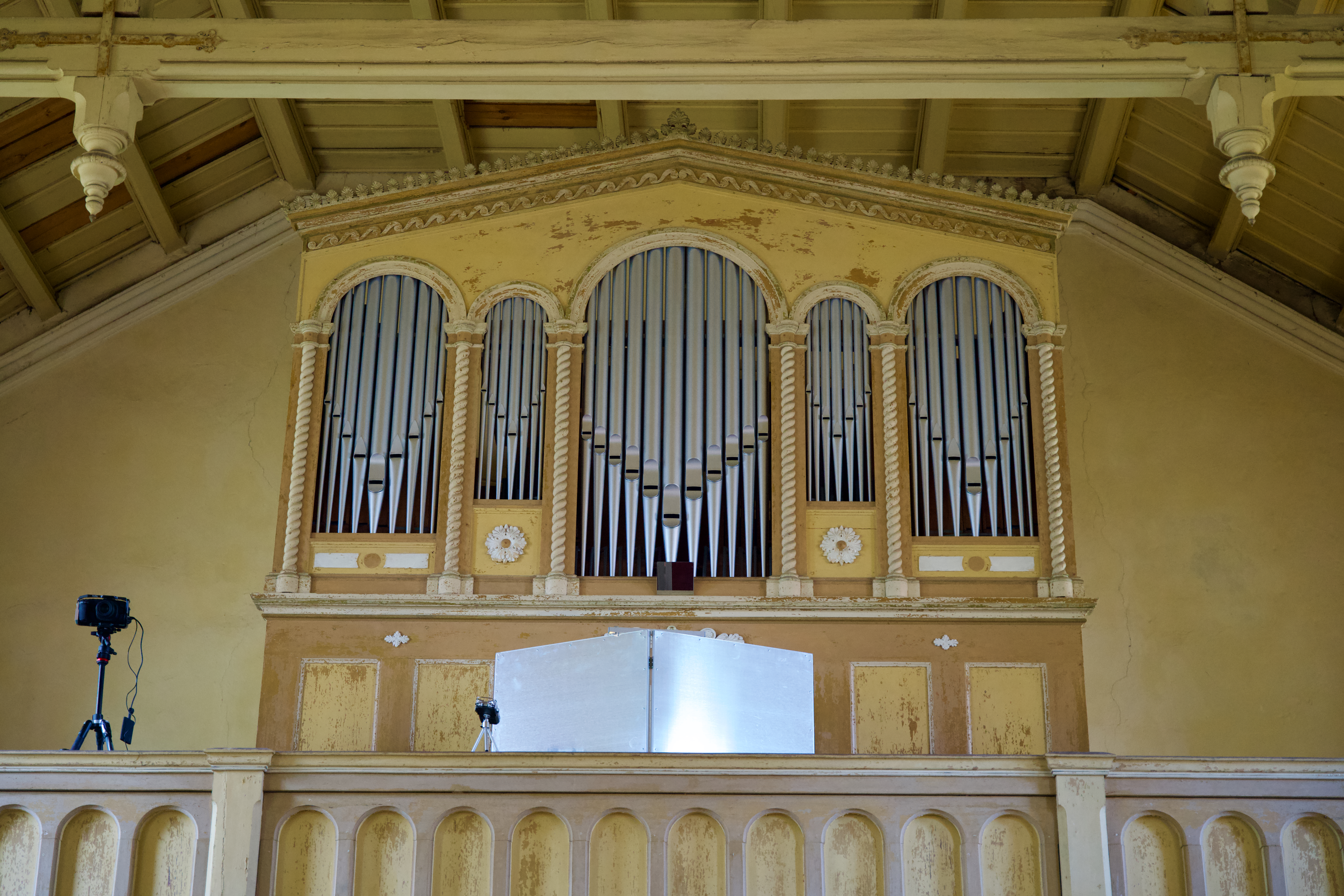
Prospekt der Baer-Orgel